# Tjeerd Velstra
Tjeerd Velstra (23 juni 1939 – 25 februari 2019) was een Nederlands springruiter, vierspanmenner en bondscoach voor de Nederlandse samengestelde mensport. Hij zette in de jaren 1980 het vierspanmennen in Nederland op de kaart. Hij werd tweemaal wereldkampioen en zevenmaal Nederlands kampioen.

## Loopbaan
Velstra behoorde tot de top van de nationale springsport. Zijn eerste succes boekte hij in 1977 met het winnen van de Nederlandse titel. Vijf jaar later won hij in Apeldoorn zijn eerste wereldtitel. Deze titel verloor hij in 1984, maar veroverde hij terug op het WK 1986 in het Engelse Ascot. Hij werd driemaal benoemd tot 'Ruiter van het Jaar' (tweemaal individueel en eenmaal met de equipe) en won tweemaal het prestigieuze C.H.I.O. Aken (1983 en 1984). Van 1976 tot 1996 deed hij aan paarden mennen. Later bleef hij actief als trainer, instructeur, internationaal jurylid en FEI official. Bovendien was hij meer dan 20 jaar (1974-1995) directeur van het Nederlands Hippisch Centrum (NHB) in Deurne.
In januari 2007 werd hij door de KNHS benoemd tot bondscoach van alle Nederlandse menteams, zowel van de pony’s als van de paarden. Deze functie bekleedde hij tot februari 2011. Hij leidde het Nederlands team naar goede individuele en teamprestaties op het wereldkampioenschap waaronder een aantal gouden medailles. 
Tjeerd Velstra is opgenomen in het boek "De Top 500 - de beste Nederlandse Sporters van de eeuw".

## Privéleven
In 1983 werd Velstra koninklijk onderscheiden als Ridder in de Orde van Oranje-Nassau. Hij woonde in Epe, was getrouwd en had een zoon en een dochter. Hij overleed in 2019 op 79-jarige leeftijd.

## Titels
- Wereldkampioen vierspan - 1982, 1986
- Nederlands kampioen vierspan - 1977, 1978, 1980, 1981, 1982, 1984, 1985

## Onderscheidingen
- Ruiter van het jaar - 1978, 1982, 1986 (vierspanteam)
- Paardensportman van het jaar - 1982
- Ridder in de Orde van Oranje-Nassau - 1983

## Resultaten individueel
- 1982:  WK in Apeldoorn, team en individueel
- 1983:  C.H.I.O. Aken
- 1984:  C.H.I.O. Aken
- 1986:  WK in Ascot, team en individueel

## Resultaten als Bondscoach
- 2007:  individueel vierspannen pony door Jan de Boer
- 2007:   individueel vierspannen pony door Aart van de Kamp jr.
- 2007:  team tweespan paard
- 2007:  team gecombineerd enkel-, twee-en vierspan pony’s
- 2008:  individueel enkelspan paard door IJsbrand Chardon
- 2008:  individueel enkelspan paard door Jan Moonen
- 2009:  team vierspannen paard
- 2009:  individueel tweespan paarden door Harrie Verstappen
- 2009:  enkelspan pony’s door Melanie Becker
- 2009:  team gecombineerd enkel-, twee-en vierspan pony’s
- 2010:  individueel enkelspan paard door IJsbrand Chardon